# Lutynia (Pleszew)
Pour les articles homonymes, voir Lutynia.
Lutynia est une localité polonaise de la gmina rurale de Dobrzyca, située dans le powiat de Pleszew en voïvodie de Grande-Pologne. Elle se trouve à environ 13 kilomètres à l'ouest de Pleszew et 76 km au sud-est de Poznań, la capitale régionale. 

## Géographie

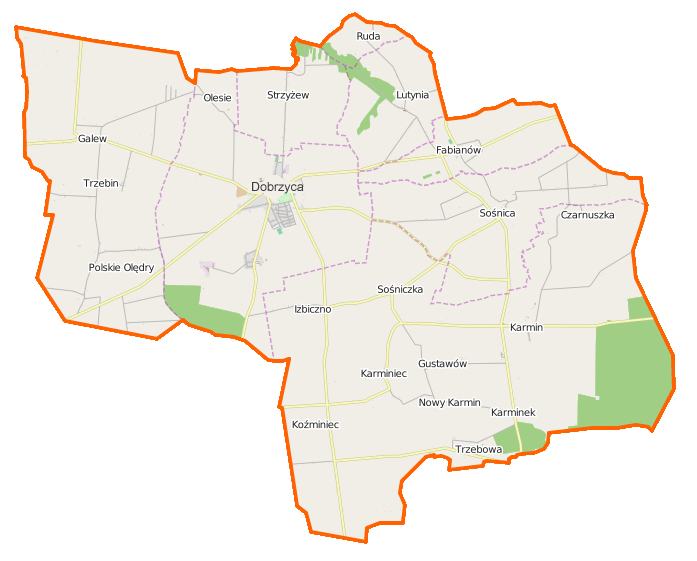
Carte de la gmina de Dobrzyca.